# Accordo di Tristano

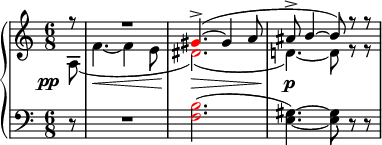

L'accordo di Tristano è un accordo formato dalle note fa, si, re# e sol#. Più in generale, l'accordo di Tristano può essere qualsiasi accordo formato da questi intervalli: quarta aumentata, sesta aumentata e la nona aumentata sopra la nota del basso. È così chiamato perché si sente all'inizio dell'opera di Richard Wagner Tristano e Isotta, e costituisce il Leitmotiv del protagonista. Alcuni autori riproporranno in seguito questo accordo nelle loro composizioni, e tra questi possiamo citare:
- Pëtr Il'ič Čajkovskij, Sinfonia n. 6 Patetica (primo movimento),
- Anton Bruckner, Sinfonia n. 4 Romantica (finale del primo movimento, poco prima della ripresa del tema iniziale)
- Richard Strauss, Morte e Trasfigurazione.[1]
- Johannes Brahms, il primo movimento della Quarta sinfonia.
- Radiohead, nel brano Ideoteque, contenuto nell'album Kid A.
- Umberto Giordano, Andrea Chénier, Terzo quadro, scena del tribunale.

Curiosità: ante litteram, questo accordo appare nel primo movimento (Allegro) della Sonata per pianoforte op. 31 n. 3 di Ludwig van Beethoven alle battute 40 e 42.